# Монтекальво-Ирпино
Монтекальво-Ирпино (итал. Montecalvo Irpino) — коммуна в Италии, располагается в регионе Кампания, в провинции Авеллино.
Население составляет 4269 человек, плотность населения составляет 81 чел./км². Занимает площадь 53 км². Почтовый индекс — 83037. Телефонный код — 0825.
Покровителем коммуны почитается святой Феликс, празднование 30 августа.